# Storfjorden (Lyngen)
 For alternative betydninger, se Storfjorden. (Se også artikler, som begynder med Storfjorden)
Storfjorden (kvensk: Isovuono, nordsamisk: Omasvuotna) er den inderste del af fjorden Lyngenfjorden i Storfjord kommune i Troms og Finnmark fylke i Norge. Fjorden er 17 kilometer lang. Fra indløbet, mellem bygden Rasteby i vest og Falsnesodden i øst, går fjorden i sydvestlig retning til fjordbunden ved Hatteng.
Øst for Falsnesodden ligger bygden Skibotn. Lidt længere inde i fjorden ligger bygden Elvevoll på østsiden og længere mod syd ligger bygden Sandøyra. På den modsatte side af fjorden for disse, ligger de to bygderne Elsnes og Horsnes.
Inderst i fjorden ligger landsbyen Hatteng. Ved Hatteng munder Signaldalelven ud i fjorden.
Europavej E6 går langs hele østsiden af fjorden, mens fylkesvej 868 går langs vestsiden.